# Лідія (виноград)
Лідія (англ. Lydia) — американський сорт винограду, гібрид (Vitis labrusca × Vitis vinifera), виділений з сіянців виду Vitis labrusca. Використовується для приготування десертних, міцних виноматеріалів і виноградного соку.

## Поширення
До 1960-х років XX століття був поширений в Україні та Молдові. Сьогодні культивується на невеликих площах.
Належить до групи сортів типу Ізабела. Широко поширений у країнах СНД. У Європі та США заборонені до продажу вина з даного сорту.

## Основні характеристики
Сила росту лози сильна. Лист середній або великий, п'ятилопастний, темно-зеленого кольору. У листя опушення на нижній поверхні. Гроно середнє, конічної форми. Врожайність цього сорту винограду сильно залежить від умов, але, як правило, висока. Період від початку розпускання бруньок до знімної зрілості ягід в околицях Одеси в середньому за 5 років складає 158 днів при сумі активних температур 3090°C. Ягоди за розміром середні, округлі, темно-червоні, з бузковим восковим нальотом. Квітка двостатева. Морозостійкість: -23-26 ° С. Вельми невибагливий і стійкий до грибкових хвороб (мільдью та оїдіум), а також незначно стійкий до філоксери. Добре переносить підвищену вологість, що не посухостійкий.

## Синоніми
Лідія рожева, Ізабела рожева, Ізабела червона.